# ЛМ-33
ЛМ-33 — советский четырёхосный трамвай, выпускавшийся Ленинградским вагоноремонтным заводом с 1933 по 1939 годы.

## История создания
В начале 1930-х Д. И. Кондратьев в составе группы ленинградских специалистов посетил Америку для ознакомления с местными разработками. За основу для новой модели ленинградского трамвая был взят трамвай конструкции Питера Витта. Конструкция была изменена в соответствии с местными требованиями: в частности были уменьшена ширина вагона. Первые вагоны были построены в Центральных ремонтных мастерских, располагавшихся на территории парка им. Леонова. В дальнейшем выпуск был налажен на Ленинградском вагоноремонтном заводе. Вагон получил название МА (Моторный американского типа), а его прицепная модификация — ПА (Прицепной американского типа), в народе быстро закрепилось прозвище «американка». Позже название вагона было изменено на ЛМ-33 (Ленинградский моторный проекта 1933 года) и ЛП-33 (Ленинградский прицепной проекта 1933 года) соответственно.
Выпускались ЛМ-33 и ЛП-33 с 1933 по 1939 годы.

## Эксплуатация
Поезда ЛМ-33 — ЛП-33 работали в Ленинграде с 1933 года по 18 марта 1979 года.
На базе ЛМ-33 в 70-е годы были созданы также и грузовые платформы, аналогичные вагону 4435. Последние из них списаны в конце 90-х годов (исключая сам вагон 4435). На базе ЛП-33 были созданы вагоны модели ЛПГ-33.

## Сохранившиеся экземпляры
До наших дней сохранилось два экземпляра ЛМ-33 в Музее электрического транспорта в Санкт-Петербурге: пассажирский вагон № 4275 (на ходу) и грузовая платформа на базе ЛМ-33 № 4435.
Также на ходу находится прицепной вагон ЛП-33 № 4454.
В октябре 2019 года ГУП «Горэлектротранс» представило вагон по мотивам ЛМ-33, который должен стать первым туристическим трамваем города.